# Chogoria
Chogoria är en stad i distriktet Meru South i Östprovinsen i Kenya. Centralorten hade 6 264 invånare vid folkräkningen 2009, med totalt 31 623 invånare inom hela stadsgränsen.